# Fábio Matias
Fábio Henrique Matias (Santa Bárbara d'Oeste, Brasil, 25 de septiembre de 1979) es un entrenador de fútbol brasileño. Actualmente está sin club.

## Trayectoria
Nacido en Santa Bárbara d'Oeste, São Paulo, Matias fue portero en las categorías inferiores del União Barbarense. Sin embargo, nunca jugó como profesional y, posteriormente, comenzó su carrera como entrenador en 2000, como portero y preparador físico del equipo sub-15 del Rio Branco-SP.
Su primera experiencia como entrenador se produjo con Guarani, cuando estuvo a cargo del equipo sub-17. En 2011, se incorporó al Desportivo Brasil para convertirse en su entrenador sub-17 y ganó el Campeonato Paulista Sub-17 de 2012.Más tarde, se trasladó a Grêmio en 2014, nuevamente como técnico de la categoría sub-17. El 20 de febrero de 2016, fichó por el rival de la ciudad, Internacional, bajo el mismo rol, y fue designado a cargo de la categoría sub-20 de este último al año siguiente.
Luego de dejar Internacional en febrero de 2018, se hizo cargo del equipo sub-20 del Figueirense.El 25 de marzo de 2019, regresó al club de Porto Alegre, nuevamente como entrenador del sub-20.Con este último equipo, ganó la Copa São Paulo de Futebol Júnior 2020.
El 26 de febrero de 2021, tras la marcha de Abel Braga, fue nombrado entrenador interino del primer equipo para las primeras rondas del Campeonato Gaúcho 2021.Después de tres partidos a cargo, regresó a su rol anterior luego de que Miguel Ángel Ramírez asumiera al frente del Internacional.
En julio de 2021, fue nombrado entrenador de la equipo sub-20 del Flamengo.Dejó el Fla el 6 de mayo de 2022 y se unió al Red Bull Bragantino para trabajar con el equipo de reserva y en el sub-23.El 8 de enero de 2024, se trasladó al Botafogo para convertirse en el asistente técnico del primer equipo.
El 22 de febrero de 2024, fue nombrado entrenador interino del Botafogo, tras la destitución de Tiago Nunes.Tras sólo una derrota en diez partidos, regresó a su anterior cargo tras el nombramiento de Artur Jorge.
En junio de 2024, asumió al frente del Coritiba de la Serie B.Sin embargo, fue despedido un mes más tarde a causa de una serie de malos resultados.
El 27 de octubre de 2024, se hizo cargo del Juventude en la máxima categoría, en sustitución de Jair Ventura. En mayo de 2025, dejó su cargo de mutuo acuerdo tras una serie de malos resultados en el Brasileirão.
El 16 de mayo de 2025, fue contratado como técnico del Atlético Goianiense. El 18 de julio, fue relevado de sus funciones después de dirigir solamente nueve encuentros.

## Clubes

### Como entrenador
| Club                   | País   | Año       |
| ---------------------- | ------ | --------- |
| Internacional          | Brasil | 2021      |
| Red Bull Bragantino II | Brasil | 2022-2024 |
| Botafogo               | Brasil | 2024      |
| Coritiba               | Brasil | 2024      |
| Juventude              | Brasil | 2024-2025 |
| Atlético Goianiense    | Brasil | 2025      |

## Palmarés
| Título   | Club                   | Año  |
| -------- | ---------------------- | ---- |
| Copinha  | Internacional (Sub-20) | 2020 |
| Taça Rio | Botafogo               | 2024 |